# تجارة إلكترونية في تونس
التجارة الإلكترونية في تونس هي قطاع يشهد نموا بطيئا في تونس، بالرغم من كونها أول دولة في جنوب المتوسط وأول دولة عربية تنطلق في التجارة الإلكترونية.

## التاريخ
- 1997: إنشاء اللجنة الوطنية للتجارة الإلكترونية.
- 1999: تنظيم مجلس وزاري حول الاقتصاد الرقمي.
- 2000: إصدار قانون المبادلات والتجارة الإلكترونية، وقانون تأسيس الوكالة الوطنية للمصادقة الإلكترونية.

## الإطار القانوني
تنظم القوانين التالية مجال التجارة الإلكترونية في تونس:
- قانون عدد 83 لسنة 2000 مؤرخ في 9 أغسطس 2000 يتعلق بالمبادلات والتجارة الإلكترونية (نص القانون).
- قانون توجيهي عدد 13 لسنة 2007 مؤرخ في 19 فبراير 2007 يتعلق بإرساء الاقتصاد الرقمي (نص القانون).
- قانون عدد 69 لسنة 2007 مؤرخ في 27 ديسمبر 2007 يتعلق بحفز المبادرة الاقتصادية (نص القانون).

## الوضع الحالي
لا تزال التجارة الإلكترونية تشهد نموا بطيئا في تونس. في 2012، كان عدد مواقع الويب التجارية يبلغ 700 موقع. حوالي 000 300 معاملة عبر خدمة الدفع الإلكتروني سنويا، بإيرادات تبلغ 27 مليون دينار تونسي (حوالي 13 مليون يورو أنذاك). غياب القدرة التنافسية الاقتصادية والافتقار إلى التمويل الكافي لمشاريع التجارة الإلكترونية هما السببان الرئيسيان لضعف هذا القطاع، وذلك حسب بحث لوزارة التجارة التونسية في 2012. 

مع بداية 2016، بلغت مواقع التجارة الإلكترونية 980 موقعا، محققةً إيرادات تقدر ب111 مليون دينار تونسي (حوالي 50 مليون يورو أنذاك).

## التقنيات المستخدمة
يتوفر حلان للتجار الراغبين في البيع عن بعد: المرور عبر شركة Monétique Tunisie أو عبر البريد التونسي. تتطلب هذه الحلول عقدا مع البنك أو البريد التونسي. وبالإضافة إلى ذلك، في المرور عبر البريد التونسي، يجب على التاجر إضافة آلية دفع في موقع التاجر والحصول على مصادقة إلكترونية. بطاقات الدفع التي تقبلها شركة Monétique Tunisie هي فيزا وماستركارد وبطاقة ما بين البنوك الوطنية. البريد التونسي يقبل الدفع عبر الدينار الإلكتروني (e-dinar) وفيزا إلكترون وفيزا الدولية وماستركارد الدولية. المرور عبر باي بال والذي لا يتطلب عقد بيع عن بعد، مسموح به وممكن في تونس بشرط امتلاك حساب مصرفي بالدينار القابل للتحويل.

في 24 فبراير 2016، قال وزير تكنولوجيا المعلومات والاتصال نعمان الفهري أن تونس مستعدة أن يقوم باي بال بفتح معاملاته من وإلى تونس. إلا أنه في يونيو 2017، أعلن باي بال أنه بسبب مشاكل بينه وبين البنك المركزي التونسي، فإنه لا يستطيع أن يفتح معاملاته.

## مقالات ذات صلة
- اقتصاد تونس

## روابط خارجية
- موقع الدينار الإلكتروني.
- موقع ClicToPay التابع لشركة Monétique Tunisie.
- موقع الوكالة الوطنية للمصادقة الإلكترونية.